# Nightcore
Le nightcore (aussi connu sous les noms de sped-up song, sped-up version, sped-up remix, ou simplement sped-up,,,,,,) est un style d'édition numérique qui consiste à accélérer le tempo d'un morceau musical déjà existant. Il en résulte une augmentation de la hauteur de la musique, en particulier perceptible au niveau des voix, ce qui caractérise ce genre. Cette augmentation de 35 % du tempo fait que la note C4 devient légèrement plus grave que la note F#4 (261,63 Hz devient 353,19 Hz), ce qui représente une augmentation d'environ 5 demi-tons.
Le nom est dérivé du duo musical norvégien Nightcore, qui a publié des versions pitch shiftées de chansons trance et Eurodance. Le nightcore est également souvent associé et accompagné d'anime et de culture otaku, de nombreuses vignettes YouTube de remixes de nightcore contenant des personnages et des illustrations d'anime ou même des amv.
Au début des années 2020, le nightcore, sous le nom de sped-up, devient très populaire grâce à TikTok, où de nombreuses versions accélérées de chansons plus anciennes ont été regardées des millions de fois,. À leur tour, les grands labels discographiques ont vu dans les versions accélérées de chansons populaires une occasion relativement bon marché de populariser des chansons plus anciennes,,. Ils commencent à publier trois versions (normale, accélérée et ralentie) d'un titre en même temps (par exemple Bad Habit de Steve Lacy ou à créer des listes de lecture populaires sur Spotify pour les versions accélérées des tubes publiés spécifiquement par leur label (comme Warner Music Group).

## Histoire

### Origines
Le terme nightcore est utilisé pour la première fois en 2001 comme nom de projet scolaire par le duo de DJ norvégiens Thomas S. Nilsen et Steffen Ojala Søderholm, connus sous leurs noms de scène respectifs DJ TNT et DJ SOS. Le nom nightcore signifie « on est le cœur de la nuit, donc vous danserez toute la nuit », comme l'indique leur site web intitulé Nightcore is Hardcore. À cette période, les deux musiciens étaient influencés par les parties vocales pitchées des chansons de techno hardcore Nessaja et Ramp! (The Logical Song) du groupe allemand Scooter, déclarant dans une interview : « Il y avait si peu de groupes de ce genre qu'on a pensé que mélanger notre style musical serait un plaisir à écouter » et « le nightcore est devenu un style musical, une façon de rendre la musique plus joyeuse - 'happy hardcore' comme ils disent ».
Le duo établit un modèle de morceau dans ce style : une accélération de 25 à 30 % (généralement entre 160 et 180 BPM) d'un morceau de trance ou d'Eurodance. Le nightcore est comparé au happy hardcore et à la bubblegum bass en raison de son tempo rapide, de son énergie et de ses voix aiguës,,. Nightcore produit cinq albums de versions accélérées d'enregistrements trance, dont son premier album de treize titres, Energized, sorti en 2002, et les albums suivants, Summer Edition 2002, Winter, Sensación et Caliente,. Le premier album du groupe est réalisé avec eJay, tandis que tous les travaux qui suivent sont réalisés avec ce que le duo décrit comme des programmes « top secrets ». Tous les disques ont été vendus à leurs amis et aux DJ de la région où se trouve le groupe,. Les œuvres de nightcore commencent à apparaître sur des services tels que LimeWire au milieu de l'année 2003 et YouTube en 2006. Le premier morceau de Nightcore à apparaître sur ce dernier site est Dam Dadi Doo du duo. Seuls deux albums du projet font surface sur l'internet. L'une des premières personnes à avoir distribué du nightcore sur YouTube était un utilisateur répondant au nom de Maikel6311, à partir de 2008. L'utilisateur a téléchargé environ 30 morceaux originaux de Nightcore sur le site web. En 2009, il a trouvé un « nouveau » morceau de nightcore, ainsi que la technique pour créer des morceaux dans ce style : « Je me suis rendu compte que les chansons de Nightcore pouvaient être faites par tout le monde, en utilisant un logiciel audio tout simple. J'ai été au moins l'une des premières personnes à vraiment utiliser ces connaissances pour faire des éditions de Nightcore. oShyGuyzo l'a fait avant moi avec Nightcore II. Une autre chaîne [que] j'ai suivie et qui a commencé à explorer le Nightcore fait par des fans à peu près à la même époque était Nasinocinesino ».

### Popularité
L'une des premières vidéos virales de nightcore est celle de Rockefeller Street, la chanson de Getter Jaani qui a été choisie pour représenter l'Estonie au Concours Eurovision de la chanson 2011. La chanson devient un mème sur Internet après que la version nightcore ait été postée sur YouTube par un utilisateur connu sous le nom d'Andrea, qui était connu comme un joueur d'Osu! À partir de là, le genre gagne en popularité et de plus en plus de personnes appliquent le traitement nightcore à des genres plus éloignés de la danse tels que la musique pop et le hip-hop. Plusieurs publieurs pionniers du nightcore, dont Maikel631, ont qualifié ces edits d'« imposture ». La scène nightcore s'étend ensuite à SoundCloud avec l'aide de l'artiste lilangelboi, qui publie entre dix et quinze edits sur le service avant de signer avec Manicure Records. Le directeur de Manicure, Tom « Ghibli » Mike, se souvient : « J'étais totalement obsédé par ça. J'ai mis le morceau qu'il a fait, Light ; on l'a fait venir ici pour animer quelques soirées ; puis il s'est installé ici. La playlist #MANICURED du label était composée de versions nightcore de titres K-pop et electro house, dont certains incorporaient des techniques de production autres que le pitch shifting et l'accélération du matériel source, comme Mile High de Chipped Nails et Ponibbi et Fave Hours de F I J I ».
Au milieu des années 2010, la scène nightcore attire l'attention de musiciens tels que Djemba Djemba, Maxo et Harrison, Nina Las Vegas, Ryan Hemsworth, Lido, Moistbreezy et les fondateurs du label PC Music, Danny L Harle et A. G. Cook. Harle et Cook revendiquent l'influence du nightcore dans des interviews, le premier déclarant dans une interview, « dès que je l'ai entendu pour la première fois, j'ai ressenti une émotion intense en l'écoutant. Je n'ai pas l'impression qu'il s'agit d'une interaction entre un autre être humain et moi, c'est juste un son MP3 qui me fait ressentir des émotions dans ma tête. Avec ce genre de choses, c'est juste une représentation d'une émotion exacerbée pour moi ».
Un rédacteur de Thump décrit le genre comme « la base de certaines des musiques club les plus innovantes d'aujourd'hui » et écrit qu'il a également donné lieu à un certain nombre de mèmes internet « horribles » : « À la fin des années '80 et au début des années 2010, cette musique a fait l'objet d'un certain nombre de mèmes horribles, et même d'une entrée sur knowyourmeme.com, où une histoire étonnamment complète de la musique côtoie des histoires du trap et de son infâme sample de corne d'abondance. À l'instar de ce son emblématique, souvent échantillonné, l'attrait inéluctable du nightcore réside dans l'amusement bruyant, effronté et peu sérieux, un tromblon de sons gluants et enrobés de sucre d'orge qui fait battre le cœur. C'est un artefact redevable à un Internet antérieur, moins formel, où le partage de fichiers et la culture des forums régnaient en maîtres, et où de nombreux producteurs en herbe ont connu pour la première fois le frisson de la connexion avec une communauté plus large en ligne ».
Dance Music Northwest décrit le nightcore comme « trop entraînant, trop dansant et bien trop amusant pour ne pas être accueilli dans le courant dominant de la musique de danse ». David Turner de MTV décrit un remix nightcore de 7 Years de Lukas Graham comme étant le même que « la chanson […] normale » et comme étant du « plagiat ».

### TikTok
Alors que la plateforme de médias sociaux TikTok prend de l'importance dans les années 2020, le magazine de musique en ligne Pitchfork note : « une grande partie de la musique qui fonctionne bien sur TikTok a été légèrement modifiée, soit accélérée, soit ralentie ». Pitchfork explique que « les éditeurs apprécient vraiment la musique accélérée parce que les montages avec des audios accélérés sont beaucoup plus énergiques et intéressants à regarder ». le nightcore est également connu sous le nom plus transparent de speed-up.